# Pod svobodnim soncem (drama)
Za zgodovinski roman Frana Saleškega Finžgarja glej Pod svobodnim soncem.
Pod svobodnim soncem je drama, ki jo je po romanu Frana Saleškega Finžgarja leta 1954 napisal Miloš Mikeln.

## Osebe
- Svarun, starosta rodu Slovenov, vodja slovanov
- Iztok, njegov sin
- Ljubinica, njegova hči
- Radovan, popotni pevec
- Radogost, slovenski starešina
- Rado, njegov sin
- Jarožir, Sloven v bizantinski vojni službi
- Volk, antski starešina
- Teodora, bizantinska kraljica
- Spiridion, njen zaupnik
- Irena, njena dvorjanka
- Azbad,  bizantinski vojskovodja
- Tunjuš, hunski glavar
- Alanka, Tunjuševa žena
- Starešine, dvorjani, vojaki, ljudstvo itn.

## Vsebina
1. dejanje: Sloveni in Anti se ob žrtveniku zahvaljujejo bogovom za zmago nad Bizantinci. Svarun svetuje, naj izkoristijo zmago, udarijo čez Donavo in "izterjajo dolg", tj. si nagrabijo plena, Anti pa hočejo domov. Nesoglasje izrabi Tunjuš, ki se kaže Slovenom prijatelj, v resnici pa služi Bizancu; ker mu je Svarun odklonil Ljubinico, se maščuje, Ante naščuva, češ da jih Svarun sili v vojno zato, da bi jim zavzel gradišče in nad vsemi zavladal kot despot. Antski starešine Tunjuševi spletki nasedejo in žaljivo zavrnejo Svarunova poslanca; med doslej složnima rodovoma se obeta bratomorni boj. - Medtem je bil Iztok v želji, da bi se naučil bizantinskega vojskovanja, s pevcem Radovanom skrivaj odšel v Bizanc. V vojski je prvi, pri igrah zmaga nad samim poveljnikom carske straže Azbadom. Dvorjanka Irena zmagovalca ovenča, med njima se rodi ljubezen na prvi pogled. Toda stvar se zaplete, Ireno snubi Azbad, carica pa je vrgla pohotno oko na lepega Iztoka. Radovan mladca svari, a zaman, zato se sam odpravi domov, da bi poizvedel, kaj se godi, in domačim prinesel vesti o Iztoku. Ko prispe v gradišče, je tam tudi Tunjuš, na vse pretege ščuva zoper Ante, češ da so izdajalci, za Ljubinico pa ponuja pravo bogastvo. Svarun znova odkloni, Tunjuš pa v besu pove, da po njegovi zaslugi Antje že korakajo z vojsko nad Svarunovo gradišče. Slovani hitijo k obrambi, Tunjuš pa v zmedi ugrabi Ljubinico in izgine. Obupani Svarun pošlje Radovana v Bizanc k Iztoku: naj se vrne, ukroti Ante in reši sestro!
2. dejanje: Iztok, ki je bil postal stotnik, v dogovoru z rojakom Jarožirom sklene, da bo s svojimi vojaki ubežal, tudi Ireno pregovori, da bo odšla z njim. Spiridion prisluškuje njunemu pogovoru in užaljena Teodora pripravi ljubimcema kruto maščevanje: namesto Irene pride sama in ko jo Iztok spozna in pljune prednjo kot vlačugo, ga straža vklene in vrže v ječo. Tam mu Teodora pove, da Irene ne bo videl nikoli več, Azbad jo je odpeljal na svoj dom, on pa si lahko reši svoje življenje, še več, živel bo kot bog, če bo le ljubil svojo carico... Iztok jo z gnusom odbije, Teodora besna odvihra, to priložnost pa izrabita Radovan in Jarožir, ki sta bila na vrtu ujela Spiridiona in z njegovo pomočjo prišla mimo straž do ječe. Iztokovo mesto mora zdaj zavzeti Spiridion, v kratkem boju s stražo je Azbad ubit, Iztok z vojaki srečno pobegne, Radovan pa obljubi, da bo poiskal Ireno in jo pripeljal k Slovenom. - Doma Iztok prepriča rojake, naj ponudijo Antom mir, razkrije jim Tunjuševo vlogo pri njihovem sporu. Toda Volk se ne da pregovoriti, Iztoka dolži, da hoče po Svarunovi smrti zdaj on zavladati nad njimi. Mladec spozna, da bo moral Volka, "gobo na našem telesu", odsekati. Starešine ga izvolijo za vojvodo, razvname se odločilni boj, v katerega na strani Antov posežejo tudi Huni. Iztok Tunjuša v boju ubije, pri njem odkrije pismo bizantinskega carja, ki jasno dokazuje Tunjuševo izdajalsko delo. Ker je padel tudi nepomirljivi Volk, se vojski pomirita, ločeni ljubimci se spet najdejo: Rado iz tabora premaganih Hunov pripelje Ljubinico, Radovan pa iz Bizanca rešeno Ireno. Združena vojska Slovenov in Antov se z ognjem in mečem maščuje Bizantincem, si nagrabi plena, oba rodova si prisežeta večno bratoljubje in zvestobo Iztoku. V vojnah z Bizancem rodova prehodita Ilirijo, dospeta v Helado in potrkata na vrata samega Bizanca. Iztokov duh živi: rod hoče živeti pod svobodnim soncem!